# Richard T. Jones
Richard Timothy Jones est un acteur américain, né le 16 janvier 1972 à Kobe, au Japon.
Il est surtout connu pour son rôle de Laveinio dans le film dramatique The Wood (1999) et de Mike dans les films dramatiques Why Did I Get Married? (2007) et Why Did I Get Married Too? (2010).

## Biographie
Richard T. Jones est né à Kobe, au Japon, dans une famille d'Afro-Américains. Il a grandi à Carson, en Californie. Son père, Clarence Jones, est un joueur de baseball professionnel et l'instructeur de frappe pour l'équipe Indians de Cleveland. Sa mère, Lorene, est analyste informatique. Il a un frère aîné, Clarence Jones Jr., qui est entraîneur.
Jones a fréquenté le Bishop Montgomery High School à Torrance, en Californie, puis est diplômé de Tuskegee Institute.
Il a suivi les cours à l'université de Tuskegee en Alabama, puis s'est dirigé vers les cours de théâtre, ce qui lui a donné goût à l'actorat. À la suite d'un rôle décroché dans A Raisin in the Sun, il décide de se lancer dans cette carrière au lieu d'avocat, qu'il voulait devenir à l'origine.

## Carrière
Richard a fait ses débuts à la télévision dans la série télévisée Génération musique ("California Dreams") en 1993. Sa carrière comprend des rôles mineurs dans les films comme Opération Shakespeare ("Renaissance Man") en 1994 et Jury Duty en 1995.
Depuis 2018, il incarne le sergent Wade Grey dans la série The Rookie.

## Vie personnelle
En octobre 1996, il a épousé Nancy Robinson et ils ont trois enfants: Aubrey, Elijah et Sydney.

## Filmographie
Source principale de la fiche technique, sauf mention contraire

### Cinéma
- 1993 : Tina (What's Love Got to Do with It) de Brian Gibson : Ike Turner Jr.
- 1994 : Opération Shakespeare (Renaissance Man) de Penny Marshall : soldat Jackson Leroy (VF : Jacques Martial)
- 1995 : Jury Duty de John Fortenberry : Nathan
- 1996 : Black Rose of Harlem de Fred Gallo : Cateye
- 1996 : Réactions en chaîne (The Trigger Effect) de David Koepp : Raymond
- 1996 : Johns de Scott Silver : M. Popper
- 1997 : Event Horizon, le vaisseau de l'au-delà (Event Horizon) de Paul W. S. Anderson : Cooper
- 1997 : Le Collectionneur (Kiss the Girls) de Gary Fleder : Seth Samuel
- 1998 : Goodbye Lover de Roland Joffé : détective One
- 1999 : Dirty Down Under... Up Here
- 1999 : The Wood de Rick Famuyiwa : Slim
- 2000 : Auggie Rose de Matthew Tabak : officier Decker
- 2000 : Plongée en eaux troubles (en) (Lockdown) de John Luessenhop : Avery Montgomery
- 2002 : Book of Love (en) de Jeffrey W. Byrd : Ben Strong
- 2002 : G (en) de Christopher Scott Cherot (en) : Summer G
- 2002 : Moonlight Mile de Brad Silberling : Ty
- 2002 : Phone Game (Phone Booth) de Joel Schumacher : sergent Cole
- 2004 : Finding Neo de Teo : Morphin'Us
- 2004 : Instincts meurtriers (Twisted) de Philip Kaufman : Wilson Jefferson
- 2004 : Soul Plane de Jessy Terrero (en) : False Denzel
- 2004 : Breach de Gregory Storm : Alan McCabe
- 2004 : Collatéral de Michael Mann : policier de la circulation
- 2005 : Traci Townsend (en) de Craig Ross Jr. : Travis
- 2005 : Black/White (Guess Who) de Kevin Rodney Sullivan : homme au portable
- 2006 : The Package de Brad Spencer : Vance, alias Bruce
- 2006 : Cutting Room de Ian Truitner : Steve
- 2007 : Oranges (en) de Joseph Merhi : Mark (vidéofilm)
- 2007 : Pourquoi je me suis marié ? (Why Did I Get Married?) de Tyler Perry : Mike
- 2008 : 15 Minutes of Fame de Jo D. Jonz (en) : Bradley Wainwright
- 2008 : Angles d'attaque (Vantage Point) de Pete Travis : Holden
- 2010 : Pourquoi je me suis marié aussi ? (Why Did I Get Married Too?) de Tyler Perry : Mike
- 2010 : Caught in the Crossfire (en) de Brian A Miller : capitaine Emmett
- 2011 : Super 8 de J. J. Abrams : Overmyer
- 2011 : Forgiveness d'Hakim Khalfani : Pasteur Joseph Jenkins
- 2012 : Atlas Shrugged: Part II de John Putch : Eddie Willers
- 2014 : Godzilla : capitaine Russell Hampton
- 2015 : Seul contre tous (Concussion) de Peter Landesman : Andre Waters
- 2018 : Un héros ordinaire (The Public) d'Emilio Estevez : Chef Edwards

### Télévision

#### Séries télévisées
- 1992 : Le Rebelle (Renegade) de Stephen J. Cannell : Slick

Épisode 6 - saison 1, La Deuxième Chance
- 1993 : Génération musique (California Dreams) de Brett Dewey et Ronald B. Solomon : Beau

Épisode 8 - saison 2, High Plains Dreamer
- 1994 : New York Police Blues (NYPD Blue) de Steven Bochco et David Milch : Willy

Épisode 19 - saison 1, La Chute des corps
- 1994 : Dans la chaleur de la nuit de John Ball : Donald 'Donnie' Muir

Épisode 2 - saison 8, L'Actrice étrangère
- 1995 : La Loi de la Nouvelle-Orléans (en) (Sweet Justice) de John Romano : Tyrin

Épisode 19 - saison 1, Broken Ties
Épisode 21 - saison 1, Muddy Waters
- 1995 : Courthouse (en) de Deborah Joy LeVine (en) : Quentin 'Q' Thomas

Épisode 8 - saison 1, Fair-Weathered Friends
- 1996 : Esprits rebelles (en) (Dangerous Minds) de Christina Booth : Kimboley

Épisode 1 - saison 1, Pilot
- 1997-1998 : Brooklyn South de Steven Bochco, Bill Clark, William M. Finkelstein (en) et David Milch : Officier Clement Johnson
- 1998 : Ally McBeal de David E. Kelley : Matt Griffin

Épisode 6 - saison 2, Péché d'amour
Épisode 10 - saison 2, La Licorne
- 1999-2005 : Amy de Amy Brenneman et Jeffrey Klarik : Bruce Van Exel
- 2005 : Sex, Love and Secrets de Michael Gans et Richard Register : Dr Barnaby

Épisode 2 - saison 1, Pris au piège
Épisode 3 - saison 1, Vivre dangereusement
- 2006 : Les Experts : Miami (CSI: Miami) de Ann Donahue, Anthony E. Zuiker et Carol Mendelsohn : Chris Kaiser

Épisode 17 - saison 4, Collision
- 2007 : Las Vegas de Gary Scott Thompson : Keith Mannix

Épisode 12 - saison 4, La Gestion de soi
- 2007 : Dirt de Matthew Carnahan (en) : Bulldog

Épisode 7 - saison 1, Mensonges et Manipulations
- 2007 : Girlfriends de Mara Brock Akil (en) : Aaron

Épisode 12 - saison 7, I Want My Baby Back
Épisode 14 - saison 7, Time to Man Up
Épisode 16 - saison 7, What Had Happened Was...
Épisode 21 - saison 7, To Be Determined...
Épisode 22 - saison 7, It's Been Determined
Épisode 1 - saison 8, Range of Emotions
- 2008 : Numb3rs de Nicolas Falacci : Blanchard

Épisode 17 - saison 4, Le Rythme dans le sang
- 2008-2009 : Terminator : Les Chroniques de Sarah Connor de Josh Friedman : James Ellison
- 2010 : Bones d'Hart Hanson : Mr. White

Épisode 12 - saison 5, Secret d'État
- 2010 : Grey's Anatomy de Shonda Rhimes : capitaine Dan

Épisode 18 - saison 6, Laisser partir
- 2011 - 2014 : Hawaii 5-0 de Leonard Freeman : lieutenant-gouverneur puis gouverneur d'Hawaï Sam Denning
- 2014 : Scorpion : Général Walker
- 2015 : NCIS : Nouvelle-Orléans : Agent Ryan Anson
- 2015 : Narcos : un agent de la CIA (10 épisodes)
- 2015 : Extant : ami de J.D. Richter

Épisode 5 - saison 2, No limit
Épisode 12 - saison 2, Deux fois Molly
Épisode 13 - saison 2, Labyrinthe
- 2015 : American Horror Story : Détective Andy Hahn

Épisode 1 - saison 5, L’Hôtel Cortez
Épisode 2 - saison 5, Défilé de mode
Épisode 3 - saison 5, Maman Chérie
Épisode 4 - saison 5, La Nuit du Diable
Épisode 6 - saison 5, Chambre 33
Épisode 7 - saison 5, Mise en scène
Épisode 8 - saison 5, Le Tueur aux Dix Commandements
- 2016 : Lucifer (série télévisée) : épisode 3 saison 1 : Joe Haran
- 2017 - 2018 : Santa Clarita Diet : Rick (10 épisodes)
- 2017 - 2018 : Teachers : Frank Humphrey (10 épisodes)
- 2017 : Esprits criminels : Gardien de prison Lionel Wilkins

Épisode 15 - saison 12, Le Mâle dominant
Épisode 16 - saison 12, Lorsqu'il est trop tard…
Épisode 18 - saison 12, Sang pour sang
Épisode 21 - saison 12, Un pas en avant…
Épisode 22 - saison 12, …Deux pas en arrière
- 2017 - 2018 : Wisdom : Tous contre le crime : Détective Tommy Cavanaugh
- depuis 2018 : The Rookie : Le Flic de Los Angeles (The Rookie) : sergent de police Wade Grey
- 2022 : The Rookie: Feds - 1 épisode : Wade Grey

#### Téléfilm
- 1997 : Hollywood Confidential de Reynaldo Villalobos : Dexter
- 1999 : Incognito de Julie Dash : Jake Hunter
- 2002 : Second String de Robert Lieberman : Gerry Fullerton
- 2003 : À nous de jouer (en) (Full-Court Miracle) de Stuart Gillard : Lamont Carr
- 2004 : Paradise de Frank Pierson : Sénateur Michael Linney
- 2005 : Talk Show Diaries de Sheldon Epps (en) : Jerry
- 2005 : Riding the Bus with My Sister (en) d'Anjelica Huston : Jesse
- 2006 : Sous haute tension (Time Bomb) de Stephen Gyllenhaal : Douglas Campbell
- 2010 : Boston's Finest de Gary Fleder : Lieutenant Gerald Jaglom
- 2011 : The Council of Dads de Anthony Russo et Joe Russo : Bill Hillard